# Aquarium de Séville
L'Aquarium de Séville a été ouvert au public en 2014 à Séville, en Andalousie. Il dispose de 35 bassins abritant 400 espèces. Il contient un océanarium de deux millions de litres et une colonne d'eau de presque 9 mètres de hauteur. Une partie du parcours relate l'expédition de Magellan, le premier tour du monde en mer.

## Source de traduction
- (es) Cet article est partiellement ou en totalité issu de l’article de Wikipédia en espagnol intitulé « Acuario de Sevilla » (voir la liste des auteurs).